# 雷酸汞
雷酸汞（Mercury(II) fulminate，化学式：Hg(CNO)2）是一种炸药。

## 性质
雷酸汞顏色因為製造比率不同而變因，有灰、灰白、淡黃、月白、纯白等色。純的雷汞屬於月色。雷汞為極敏感而猛烈的爆藥，受輕微碰撞、摩擦或與燃燒體、加熱體互相接觸即會發生爆炸，故用於起爆用藥。有毒，制备过程和爆炸时放出的气体都有毒性，故雷汞目前已被更稳定的起爆药所代替，如叠氮化铅、斯蒂芬酸铅（lead styphnate）（分子式：{\displaystyle {\ce {C6HN3O8Pb}}}）和二硝基重氮酚（Diazodinitrophenol）（分子式：{\displaystyle {\ce {C6H2N4O5}}}）等。
生成热为267.8kJ/mol。雷汞的晶体结构直到2007年才得以确定。
將雷酸汞慢慢加熱，則在152°C发生强烈爆炸；高速加熱，則在200°C爆炸。將雷酸汞置入金屬管中，即成雷管。分解方程式如下：
{\displaystyle {\ce {Hg(CNO)2 -> Hg + 2 CO + N2}}}
所产生的物质会锈蚀金属，所以雷酸汞制造的底火被称为锈蚀性底火，射击后不及时保养会加重枪械锈蚀。这种底火曾经被广泛使用，但因其鏽蝕性而被取代。

## 制备
1800年，愛德華·查爾斯·霍華德首次發明合成雷酸汞的方法，將汞溶於硝酸內，混合醇，發生反应而生成產物。这种方法也是目前制取雷汞的主要方法。
{\displaystyle {\ce {Hg(NO3)2 + 3C2H5OH -> Hg(CNO)2 v + 2CH3CHO + 5H2O}}}